# Pierre Coquelin de Lisle
Pierre Coquelin de Lisle   (Lilla, 19 de juliol de 1900 - Ivry-sur-Seine, 22 de juliol de 1980) va ser un tirador francès que va competir durant la dècada de 1920.
El 1924 va prendre part en els Jocs Olímpics de París, on guanyà la medalla d'or en la prova de carrabina, 50 metres  del programa de tir.